# Ганс Мемлінг
Ганс Мемлінг (нім. Hans Memling, нід. Jan van Mimmelynghe, лат. Johannes Memmelinc або Memlinc; 1433/1435, Зелігенштадт — 11 серпня 1494, Брюгге) — найбільший фламандський живописець другої половини XV століття. Продовжуючи пізньоготичну художню традицію, Мемлінг в релігійних картинах з тонко розробленими інтер'єрними та пейзажними фонами зазнав впливу італійського живопису Відродження. Уродженець Гессена, він працював переважно в Брюгге, де є музей його імені.

## Біографія
Народився у1430-ті роки, імовірно, в Німеччині (селище Мемлінген поблизу Майнца). У регістрі містян Брюгге йдеться про Яна Мемлінга, сина Германа, що народився в Залінгендштадті під Майндцем. За іншою версією, прізвище Мемлінг походить від назви селища Мемлінг поблизу Ашаффенбурга в Баварії.
Ганс Мемлінг, можливо, батько художника, помер у 1451 році в Зелінгенштадті. Про молоді роки Мемлінга відомостей небагато. Ймовірно ремесло художника він опанував у бенедиктинському абатстві в Зелінгенштадті. Гадають, що як митець він сформувався у Кельні: в його творчості простежується вплив витонченого Штефана Лохнера, а також безіменного «майстра святої Вероніки», роки активності якого припадають на 1400—1420 рр. Близько 1459—1460 року він приїхав до Нідерландів. Брюссель (Фландрське графство) в складі Бургундських Нідерландів був частиною Бургундського герцогства, де правила французька династія Валуа. При дворі цінувалося фламандське мистецтво, яке й вивчав Мемлінг. Ймовірно Мемлінг вчився у Рогіра ван дер Вейдена в Брюсселі, про що згадує Джорджіо Вазарі. Також безперечним є вплив ван дер Вейдена на художника: Мемлінг часто повторював у своїх творах композиційні рішення вчителя. Ймовірно, Мемлінг був близьким до двору графа Шаролє (пізніше — Карла Сміливого).
По смерті Вейдена Мемлінг переїхав до Брюгге, де отримав громадянство (30 січня 1465) і став членом Гільдії Святого Луки. У реєстрі громадян Брюгге він значився як Jan van Mimmelinghe ghebooren Zaleghenstadt. Збереглася романтична легенда про Мемлінга — солдата армії Карла Сміливого, пораненого в битві при Нансі (1477). Він отримав притулок у шпиталі Св. Йоганна в Брюгге і на подяку написав для нього кілька картин. Мемлінг справді писав картини для шпиталю, проте до військових дій мав лише опосередковане відношення — як багатий городянин, що позичив разом з іншими певну суму грошей для боротьби з королем Франції Максиміліанові I в 1480 році.
Після смерті Карла Сміливого в 1477 році Бургундські землі відійшли Франції, Фландрія ж залишилася незалежною від неї. Брюгге поступово втрачало статус культурної столиці, проте фламандське мистецтво цінувалося при іспанському дворі. Мемлінг мешкав на Сінт-Йорісстрат в кварталі живописців, належав до братерства Сніжної Богоматері, до якого також належали Карл Сміливий, його дружина Єлизавета Йоркська й вся верхівка міської буржуазії. 1480 року Мемлінг був одним з найбагатших містян, купив кілька будинків. Був одружений з Анною Фалькенаре (пом. 1487) і мав трьох синів: Яна, Корнеліса, Ніколаса. Його учнем був Ян Варханеман. Помер Мемлінг 11 серпня 1494 року, похований на кладовищі церкви Сен-Жиль.

## Творчість
Художник користувався європейською популярністю. Замовники Мемлінга жили в Англії, Франції, Італії. Сталість стилістики його робіт протягом тривалого часу разом з відсутністю документальних підтверджень створює певні труднощі в їхньому хронологічному розташуванні. До наших часів збереглося понад сто робіт автора.

### Триптих «Страшний суд»

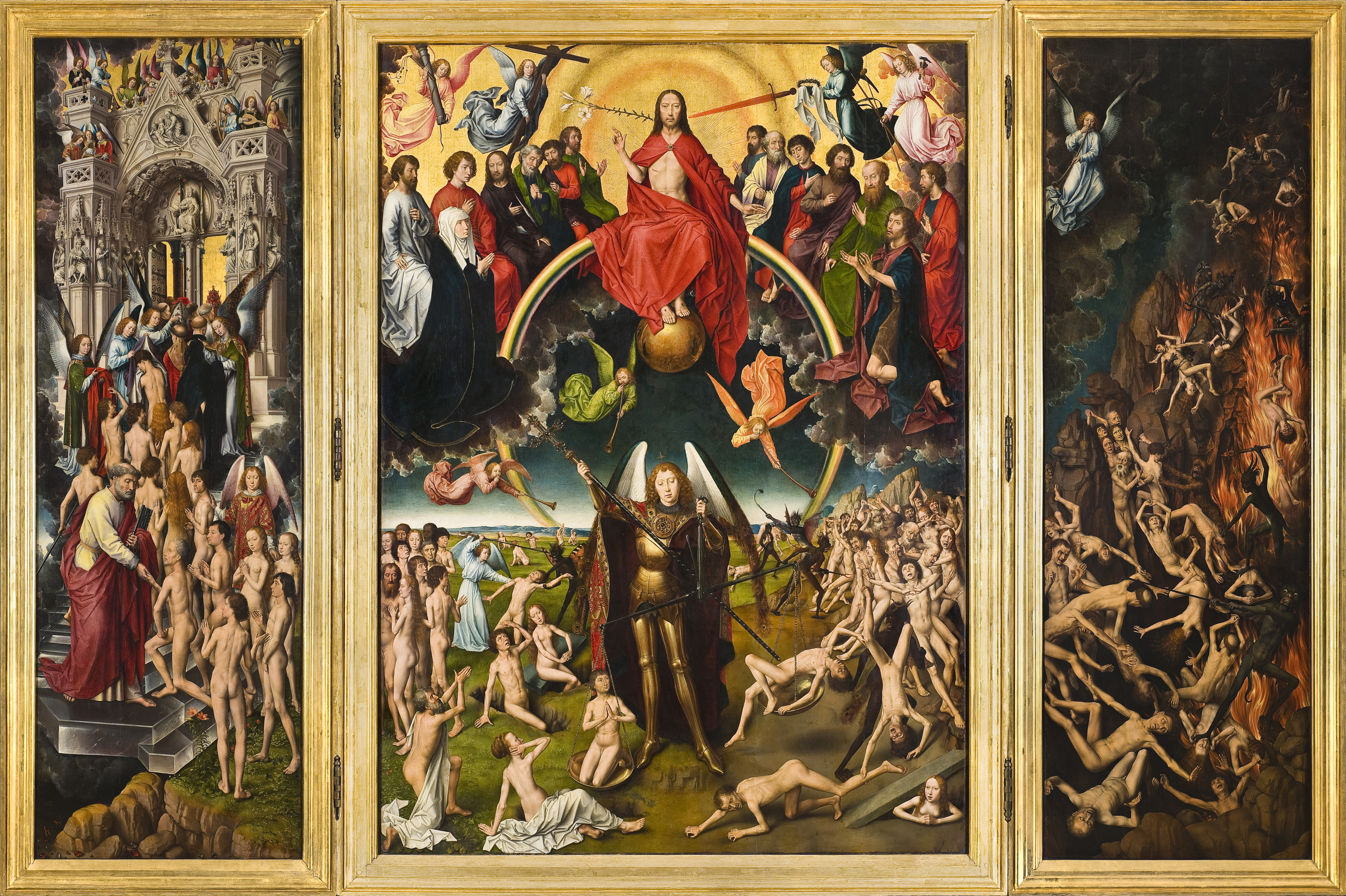
Страшний суд, Національний музей (Гданськ)

### «Благовіщення»

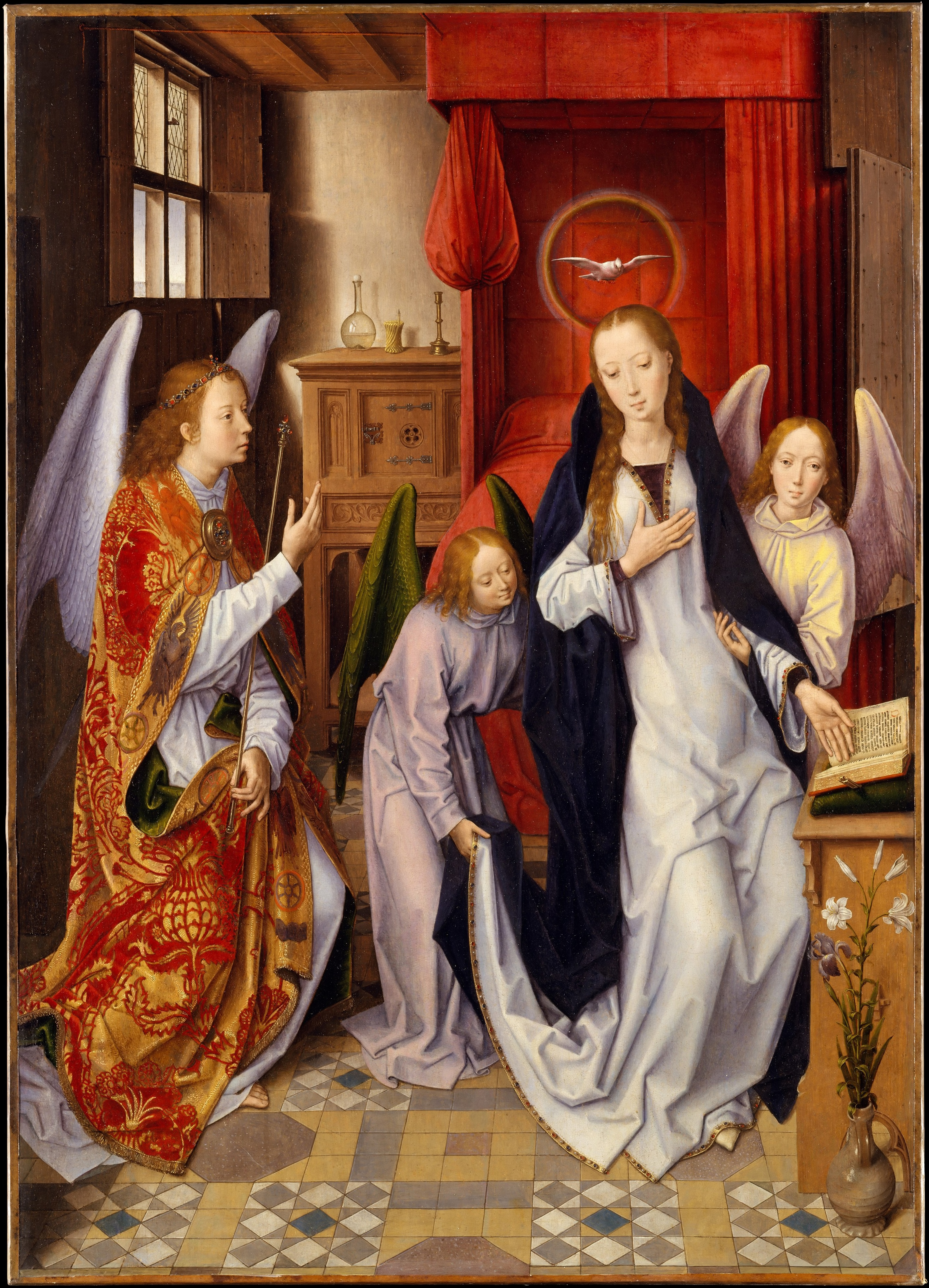
Благовіщення, Музей мистецтва Метрополітен, Нью-Йорк

### «Мадонна з мертвим Христом»
Було створено в 1475 році, нині знаходиться в Мелбурні, Національній галереї Вікторії. На задньому плані вкомпоновано зображення зрадників (Пілат і його дружина Анна, Ірод, Петро, Юда) й предмети катування Христа (спис, батіг і т. д.). Перед глядачем — не розповідь, а містична картина.

### «Триптих Донна»

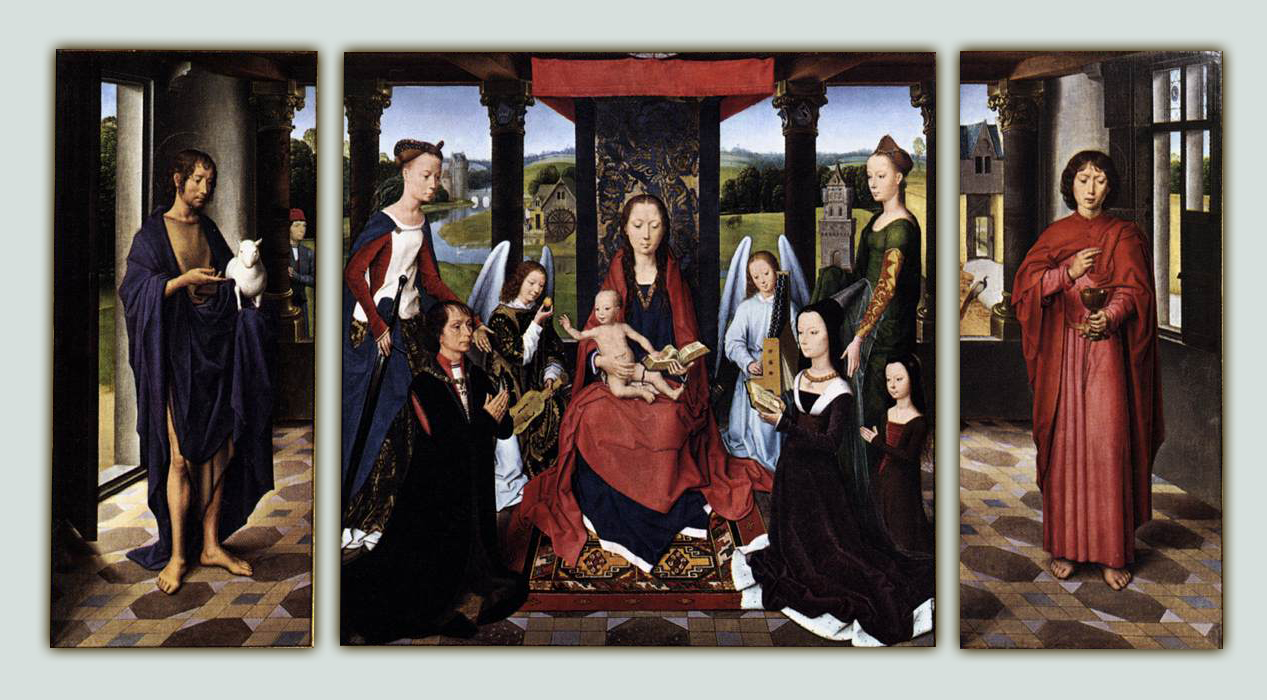
«Триптих Донна», центральна композиція

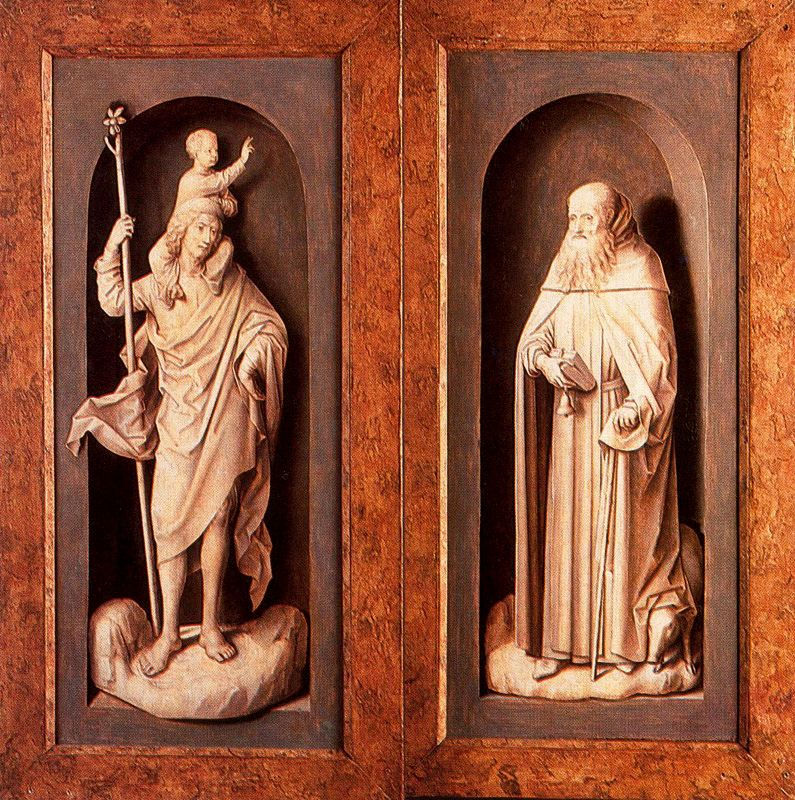
«Триптих Донна», зовнішні стулки

Роботу було замовлено сером Джоном Донном оф Кідуеллі, який був присутній при укладенні шлюбу між герцогом Карлом Сміливим і сестрою англійського короля принцесою Єлизавети Йоркської в 1468 році. Сер Джон став заступником Мемлінга.
На зовнішніх стулках зображено монохромно святих Христофора й Антонія. Нетрадиційно зображено молодого й безбородого Христофора — можливо, можеллю слугувало зображення римської скульптури. На внутрішніх стулках — Іван Хреститель і апостол Іван (діють в єдиному інтер'єрі з центральною композицією, що надає триптиху внутрішньої логічності й динамізму). За Іваном Хрестителем, на честь якого хрестили Мемлінга, ймовірно, зображено автопортрет художника. Традиційним для нідерландського живопису є пейзаж на задньому плані.
У центральній частині персонажі зображені симетрично. На передньому плані — сер Джон, його дружина Єдизавета Застінгс, їхня донька Анна. На капітелях зображено родинні герби.
Складень до 18 ст. знаходився в колекції герцога Девонширського. 1957 року його придбала Лондонська національна галерея.

### «Сім радостей Марії»

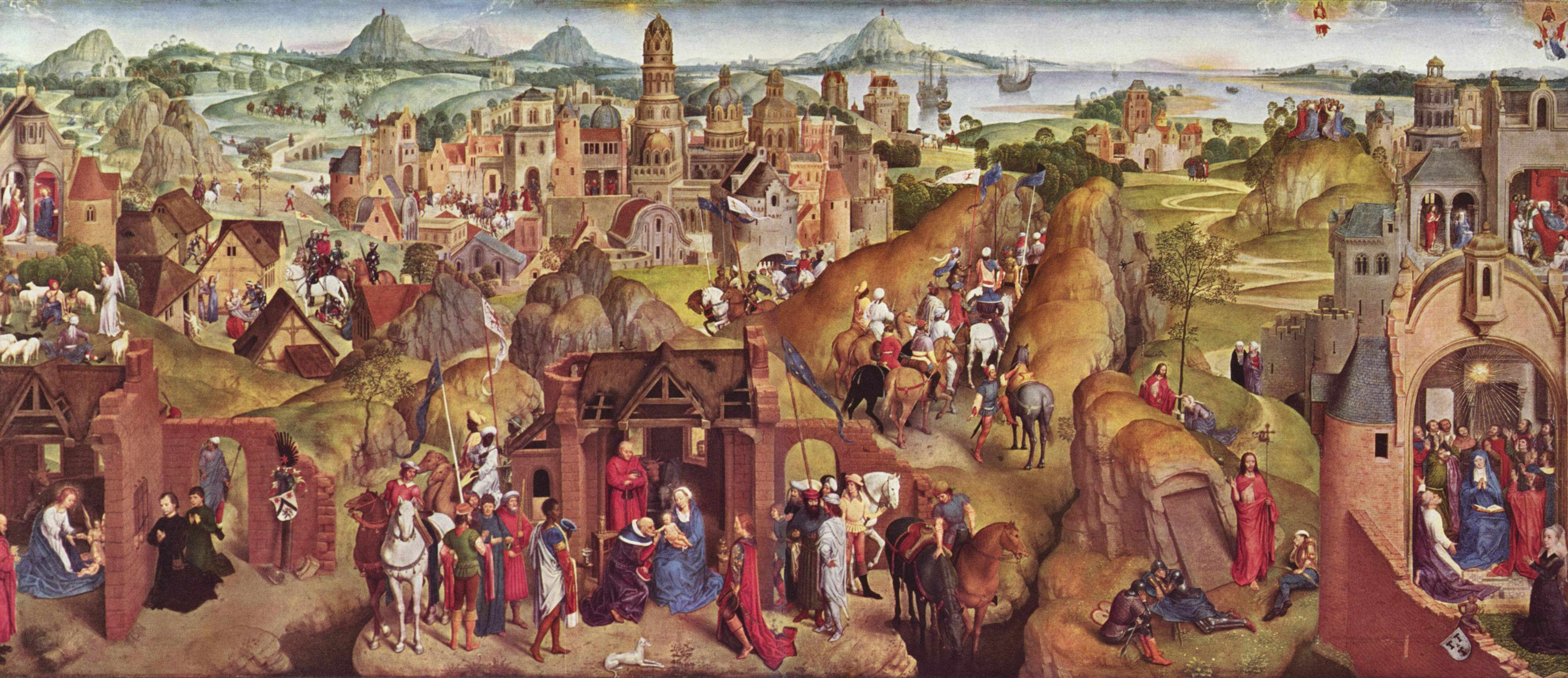
«Сім радостей Марії» (1480). Стара пінакотека, Мюнхен

Центральні сюжети — благовіщення, народження Христа, поклоніння волхвів, воскресіння Христа, успіння й вознесіння Марії. Інші сюжети — схід зірки на честь Різдва Христова, волхви в Ірода, побиття малюків, Петро ходить по водах. У кутах зображено донатора Пітера Буйлтіка і його дружину Катарину ван Рібенс.

### Диптих Мартина ван Ньївенхове

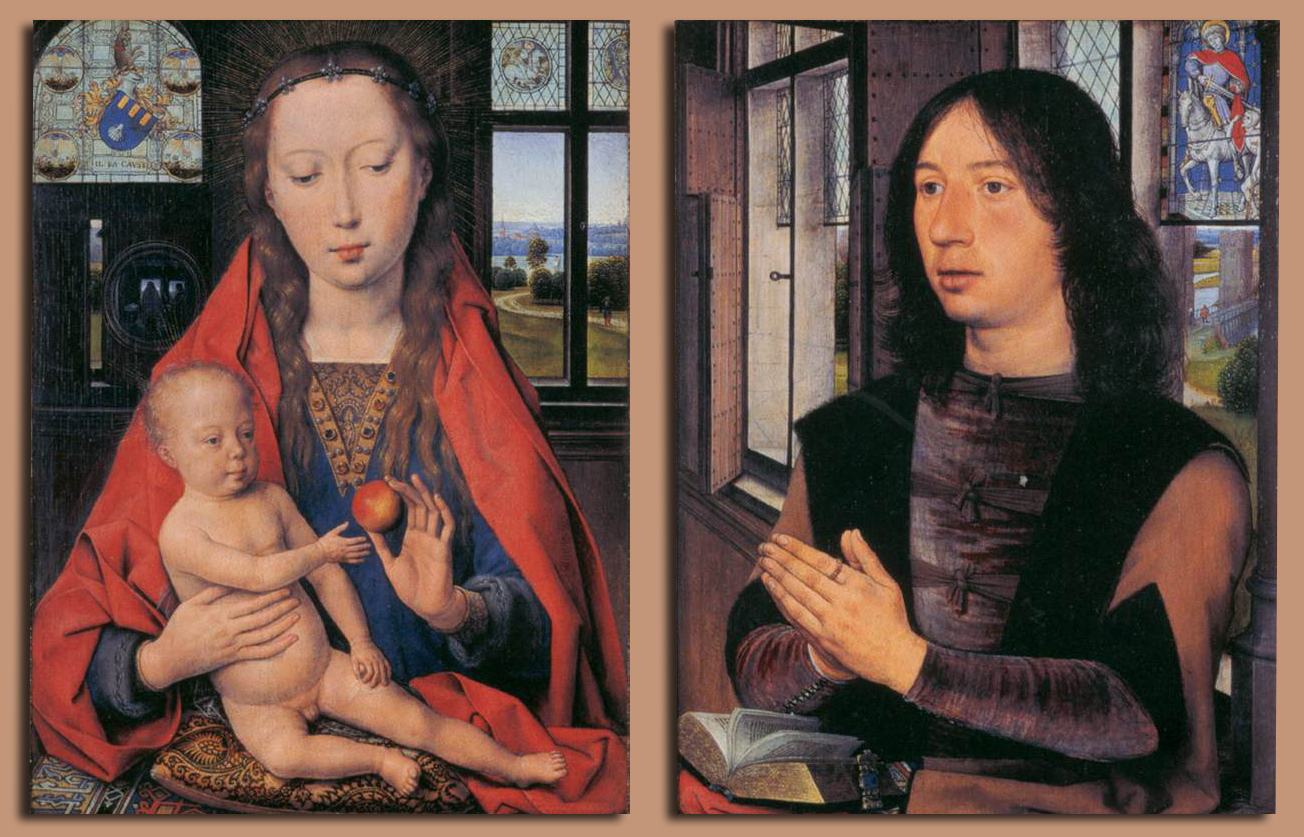
Диптих Мартина ван Ньївенхове

Виконано в 1487 році, нині знаходиться в Брюгге. Центральна композиція — «Мадонна з малюком».
Мартин належить до патриціанського бюргерського роду, обіймав посаду регента госпіталю святого Івана (сент Янса) в Брюгге. На час створення диптиха йому було 24 роки.
Донатор і Мадонна знову зображені в одному інтер'єрі, край плаща Богоматері лежить під молитовником Мартіна. Дзеркало символізує Богородицю, яка пов'язує небесний світ із земним (у вигляді яблука). Дзеркало розташовано на закритому ставні. Мемлінг зображує тіло малюка архаїчно, не беручи в увагу пропорції дитячого тіла.

### Портрети
Мемлінг славився своїми портретами. Здебільшого ці зображення Брюггських городян були стулкою диптиха, де донатор зображений у момент молитовного звернення до мадонни. Художник умів надати людським рисам м'якість і ніжність, а тип композиції, де портрет містився на тлі пейзажу погрудно у тричетвертному повороті, став на довгий час зразком, якому наслідували італійські та нідерландські художники.
Залишаючись близько тридцяти років вірним обраному стилю, Мемлінг був продовжувачем традицій таких майстрів Північного Відродження, як Ян ван Ейк і Рогир ван дер Вейден. Однак його вплив тривав лише короткий час і тільки в межах однієї країни: за словами Фрідлендера, «наступні покоління розцінили його твори як бліді й невиразні». Знову відкрив живопис Мемлінга Фрідріх Шлегель, який поставив його твори в один ряд з видатними картинами німецької школи.
| Якщо романтики і вікторіанці вважали його м'якість найвищим вираженням сеньовічного мистецтва, то ми схильні порівнювати його з таким композитором, як Фелікс Мендельсон. Іноді він зачаровує, але ніколи не дратує, ніколи не шокує і ніколи не жахає. (Ервін Панофскі) |
- Парні портрети Томмазо ді Фолко Портінарі й Марії Маддалени Бандіні Барончеллі — було створено в зв'язку з одруженням замовників. Нині знаходиться в Метрополітен-музеї, Нью-Йорк. У «Вівтарі Портінарі» Марію зображено з такою самою золотою прикрасою. Імовірно, належить до раннього періоду творчості Мемлінга — про це свідчить неточність зображення правої руки Томмазо. Проте майстерно зображено напівпосмішку Марії.

- Портрет Антуана Бургундського (позашлюбний син Филиппа Доброго);

- Чоловік з медаллю (Антверпен, Королівський музей);

- Сивілла Самбета (портрет Марії Морелл, доньки бургомістра Гійома Морелла);

## Інші твори
- «Сім радощів Марії»(1480). Стара пінакотека, Мюнхен

- «Страсті Господні»(1470—1471) — художник трактував епізоди Страстей досить незвично. Він розмістив євангельські сцени в міському середовищі, що нагадує одне з міст Нідерландів, поєднуючи міфологічні та реалістичні мотиви.

- «Вірсавія»(1485—1490) — рідкісне для того часу зображення оголеної жінки. Мемлінг оточує біблійну героїню любовно виписаними предметами побуту багатого бюргерського будинку, створюючи картину, сповнену інтимного затишку.

- Рака Святої Урсули (1489) — один з найвідоміших пізніх творів Мемлінга. Це релікварій різьбленого дерева у вигляді капели в готичному стилі, прикрашений сценами з життя святої був замовлений абатисою жіночого монастиря в Брюгге. Композиції бічних стінок релікварію — шість епізодів сумної легенди про Урсулу, дія розгортається на тлі пейзажу. Кришка раки прикрашена мініатюрами в формі тондо, такі вставки зустрічаються у мозельських релікваріях.